# Tribolium uniolae
Tribolium uniolae là một loài thực vật có hoa trong họ Hòa thảo. Loài này được (L.f.) Renvoize miêu tả khoa học đầu tiên năm 1985.